# Passerelle Jorge-Manrique
Pour les articles homonymes, voir Manrique.
La passerelle Jorge-Manrique (en espagnol : Pasarela Jorge Manrique) est un pont de la ville de Murcie traversant le fleuve Segura, et l'un des nombreux ponts conçus par l'architecte valencien Santiago Calatrava Valls. Construit de 1996 à 1998, il doit son nom à la rue Calle Jorge Manrique, du nom du poète, qu'elle prolonge. C'est un pont en arc qui est utilisé comme passerelle piétonne.